# Ashley Harkleroad
Ashley Harkleroad (* 2. Mai 1985 in Rossville, Georgia) ist eine ehemalige US-amerikanische Tennisspielerin.

## Leben und Karriere
Harkleroad, die im Alter von vier Jahren mit dem Tennisspielen begann und am liebsten auf Hartplätzen spielt, wurde im Juni 2000 Profispielerin.
Ihren ersten ITF-Titel gewann sie am 7. Juli 2002, sieben weitere Einzeltitel kamen hinzu. Außerdem errang sie auf dem ITF Women’s Circuit fünf Turniersiege bei Doppelkonkurrenzen. Ihren Durchbruch hatte sie 2003 beim WTA-Turnier in Charleston, als sie dort drei Top-20-Spielerinnen schlagen konnte. 2007 spielte sie für das Team der USA beim Hopman Cup.
Ihre besten Ergebnisse bei Grand-Slam-Turnieren erzielte sie 2003 bei den French Open und 2007 bei den Australian Open mit dem Erreichen der dritten Runde. Ihre höchste Platzierung im Einzel erreichte sie am 9. Juni 2003 mit Platz 39.
Ihre beiden einzigen Fed-Cup-Partien für die USA spielte sie im Jahr 2008. In der Begegnung gegen Deutschland besiegte sie sowohl Tatjana Malek als auch Sabine Lisicki.
Anlässlich der Olympischen Spiele ließ sie sich 2008 für die August-Ausgabe des US-Playboy fotografieren. Sie war die zweite Tennisspielerin nach Vanessa Menga (Brasilien, im Februar 2001), die sich für den Playboy ausgezogen hat.
Beim WTA-Turnier von Indian Wells gab sie 2010 ein Comeback, sie verlor allerdings ihr Erstrundenspiel gegen Alicia Molik mit 1:6 und 1:6. Ihr letztes Profimatch bestritt sie im August 2010 beim WTA-Turnier in Cincinnati, wo sie in der Qualifikationsrunde scheiterte.

## Privatleben
Zwischen 2004 und 2006 war sie mit dem Tennisspieler Alex Bogomolow verheiratet. Am 25. März 2009 wurde Harkleroad Mutter eines Jungen, im April 2011 brachte sie eine Tochter zur Welt. Der Vater ihrer Kinder ist ihr heutiger Ehemann, der  ehemalige ATP-Profi Chuck Adams.
Im Jahr 2022 veröffentlichte Harkleroad auf OnlyFans pornografische Inhalte.

## Turniersiege

### Einzel
| Nr. | Datum         | Turnier        | Kategorie   | Belag             | Finalgegnerin       | Ergebnis      |
| --- | ------------- | -------------- | ----------- | ----------------- | ------------------- | ------------- |
| 1.  | Juli 2002     | Los Gatos      | ITF $50.000 | Hartplatz         | Tzipora Obziler     | 6:2, 6:2      |
| 2.  | August 2002   | Bronx          | ITF $50.000 | Hartplatz         | Ľubomíra Kurhajcová | 6:1, 6:3      |
| 3.  | Juli 2005     | Louisville     | ITF $50.000 | Hartplatz         | Séverine Beltrame   | 4:6, 7:5, 6:0 |
| 4.  | August 2005   | Washington, DC | ITF $75.000 | Hartplatz         | Olga Putschkowa     | 6:2, 6:1      |
| 5.  | Oktober 2006  | San Francisco  | ITF $50.000 | Hartplatz         | Clarisa Fernández   | 6:2, 6:3      |
| 6.  | Oktober 2007  | San Francisco  | ITF $50.000 | Hartplatz         | Sunitha Rao         | 6:1, 6:2      |
| 7.  | November 2007 | Pittsburgh     | ITF $75.000 | Hartplatz (Halle) | Olga Putschkowa     | 4:6, 6:4, 6:3 |
| 8.  | November 2007 | La Quinta      | ITF $50.000 | Hartplatz         | Stéphanie Dubois    | 6:3, 7:66     |

### Doppel
| Nr. | Datum         | Turnier         | Kategorie   | Belag             | Partnerin          | Finalgegnerinnen                      | Ergebnis         |
| --- | ------------- | --------------- | ----------- | ----------------- | ------------------ | ------------------------------------- | ---------------- |
| 1.  | Mai 2002      | Sea Island      | ITF $25.000 | Sand              | Tanner Cochran     | Courtenay Chapman Lindsay Lee-Waters  | 6:3, 6:2         |
| 2.  | Mai 2005      | Raleigh         | ITF $75.000 | Sand              | Lindsay Lee-Waters | Maria Fernanda Alves Stéphanie Dubois | 6:2, 0:6, 6:3    |
| 3.  | Mai 2005      | Charlottesville | ITF $50.000 | Sand              | Lindsay Lee-Waters | Samantha Reeves Christina Wheeler     | 6:4, 7:5         |
| 4.  | November 2007 | La Quinta       | ITF $50.000 | Hartplatz         | Christina Fusano   | Angela Haynes Mashona Washington      | 6:4, 2:6, [11:9] |
| 5.  | Februar 2008  | Midland         | ITF $75.000 | Hartplatz (Halle) | Shenay Perry       | Surina De Beer Rika Fujiwara          | 3:6, 6:4, [10:6] |